# Atraphaxis virgata
Atraphaxis virgata là một loài thực vật có hoa trong họ Rau răm. Loài này được (Regel) Krasn. mô tả khoa học đầu tiên năm 1888.